# Turntoestel
Een turntoestel is een sporttoestel dat wordt gebruikt om gymnastische oefeningen te turnen. De afmetingen en materiaalgebruik van turntoestellen worden grotendeels bepaald door de eisen die worden gesteld door de internationale turnfederatie (FIG) en de nationale sportbonden.
In de Olympische meerkamp zijn er zes verschillende onderdelen voor het herenturnen en vier verschillende voor het damesturnen.
Heren: 6 toestellen (in olympische volgorde)
- Vloer
- Paard met bogen
- Ringen
- Sprong
- Brug met gelijke leggers
- Rekstok

Dames: 4 toestellen (in olympische volgorde)
- Sprong
- Brug met ongelijke leggers
- Evenwichtsbalk
- Vloer

Daarnaast kunnen ook de trampoline en het rhönrad worden opgevat als een turntoestel. Trampolinespringen en rhönradturnen zijn aparte gymnastische disciplines en geen onderdeel van het toestelturnen.
Ten slotte zijn er nog verschillende andere turntoestellen, die wel voor wedstrijden op lagere niveaus of voor demonstraties worden gebruikt, maar niet in de Olympische meerkamp. Voorbeelden hiervan zijn:
- kast (turntoestel) (in Vlaanderen plint genoemd)
- bok (turntoestel)
- lange mat
- minitrampoline